# Пол Елюар
Пол Елюар (на френски: Paul Eluard, роден като Йожѐн Емѝл Пол Гриндѐл, Eugène Émile Paul Grindel) е френски поет, носител на Международната награда на мира (1952), смятан за един от основоположниците на сюрреализма в поезията.

## Биография
Роден е на 14 декември 1895 г. в Сен Дьони, Франция. От малък боледува от туберкулоза и често е настаняван в санаториум. В един от тези санаториуми, в Швейцария, среща Гала, родена Елена Дмитриевна Дяконова, която също се лекува от туберкулоза. Двамата се влюбват и се женят през 1917 г. Имат дъщеря Сесил, която се ражда на следващата година. Гала ненавижда ролята си на майка, която не ѝ се удава, и през целия си живот пренебрегва и игнорира детето си. Тя напуска съпруга си през 1929 г, когато среща Салвадор Дали, за когото по-късно се жени и става Гала Дали.
През 1934 г. Пол Елюар се жени за Мария Бенц, която позира като модел на Пабло Пикасо.
Пол Елюар участва в Първата световна война и във Френската съпротива по време на Втората световна война. Става член на Френската комунистическа партия през 1942 г. Умира от инфаркт. Погребан е в гробището Пер Лашез в Париж.

## Елюар и България
През 1952 г. превежда творби на Христо Ботев.